# Kismaros
Kismaros es un pueblo húngaro perteneciente al distrito de Szob, condado de Pest.

## Superficie
Cuenta con una superficie de 11,96 km².

## Demografía
Hasta 2024 la población era de 2619 habitantes, con una densidad de población de 218,97 hab/km².
| Gráfica de evolución demográfica de Kismaros entre 2020 y 2024 |
|                                                                |
| Datos según la Oficina Central de Estadística de Hungría.      |